# マナス国際空港
マナス国際空港（キルギス語: Манас эл аралык аэропорту、ロシア語: Международный аэропорт Манас）は、キルギス共和国の首都、ビシュケクにある国際空港。空港の名称は、古来キルギスに伝わる民族叙事詩の『マナス』に由来する。
マナス国際空港内には、2001年12月に国際連合の承認に基づきアフガニスタンにおける対テロ戦争支援の拠点としてマナス米空軍基地が設置され、約千人の米軍部隊が駐留している。キルギスの議会は2009年2月に今後米軍によるマナス空軍基地の使用を認めないことを可決したが、2009年6月に継続使用に合意した。しかしその後2014年に使用が停止され、米軍は撤退した。

## 就航航空会社と就航都市

### 国内線
| 航空会社                           | 就航地                                     |
| ---------------------------------- | ------------------------------------------ |
| アヴィア・トラフィック・カンパニー | オシ                                       |
| アエロ・ノマド                     | オシ                                       |
| タズジェット航空                   | オシ、バトケン、ジャララバード、イスファナ |

### 国際線
| 航空会社                           | 就航地 |
| ---------------------------------- | --- |
| アヴィア・トラフィック・カンパニー | モスクワ/ドモジェドヴォ、サンクトペテルブルク、ノヴォシビルスク、エカテリンブルク、クラスノヤルスク、カザン、イルクーツク |
| アエロ・ノマド                     | モスクワ/ヴヌーコヴォ、スルグト、デリー、イスラマバード、ラホール                                                         |
| アエロフロート                     | モスクワ/シェレメーチエヴォ                                                                                               |
| ロシア航空                         | クラスノヤルスク |
| S7航空                             | ノヴォシビルスク、イルクーツク                                                                                            |
| ウラル航空                         | モスクワ/ドモジェドヴォ、モスクワ/ジュコーフスキー、サンクトペテルブルク、エカテリンブルク、ソチ                          |
| ノードウィンド航空                 | カザン |
| UTエアー                           | スルグト |
| レッドウィングス航空               | マハチカラ |
| エア・アスタナ                     | アルマトイ |
| ウズベキスタン航空                 | タシュケント |
| ターキッシュ エアラインズ          | イスタンブール |
| アナドルジェット                   | アンカラ |
| ペガサス航空                       | イスタンブール/サビハ・ギョクチェン、アンタルヤ                                                                           |
| ウィズエアー                       | アブダビ |
| ジャジーラ航空                     | クウェートシティ |
| フライナス                         | ジェッダ |
| フライドバイ                       | ドバイ |
| エア・アラビア                     | シャールジャ |
| ティーウェイ航空                   | ソウル/仁川 |
| 中国南方航空                       | ウルムチ |
| 長竜航空                           | 西安 |